# (13531) Weizsäcker
13531 Weizsacker (1991 RU4) – planetoida z grupy pasa głównego asteroid okrążająca Słońce w ciągu 5,32 lat w średniej odległości 3,05 j.a. Odkryta 13 września 1991 roku.